# Kuchipudi

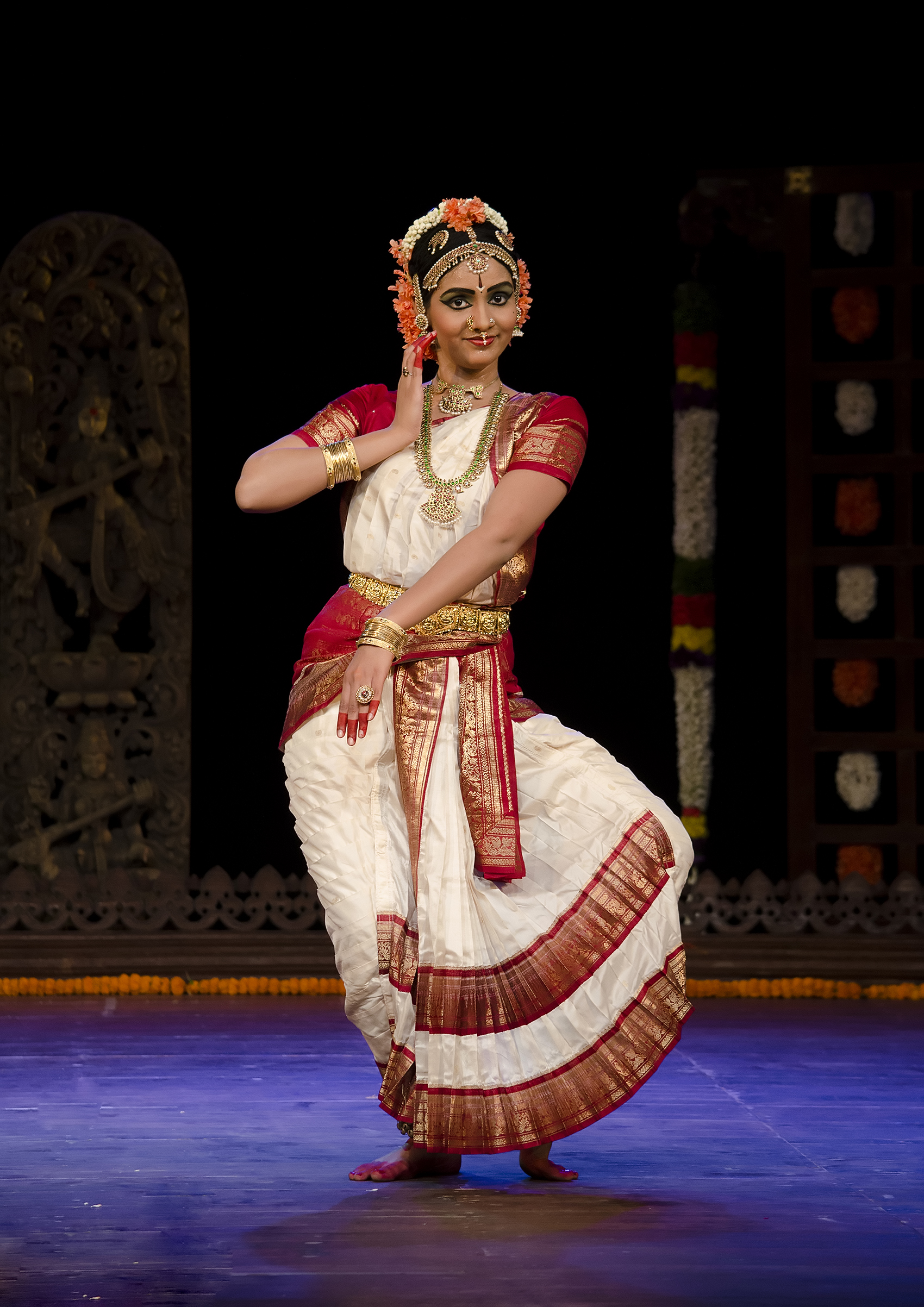
Vaidehi Kulkarni dansant le Kuchipudi

Le kuchipudi est une danse classique indienne. Très similaire au bharatanatyam, celle-ci vient du village de Kuchipudi dans l'État de l'Andhra Pradesh (sud de l'Inde), et est un symbole de la culture Telugu. C'est une forme de danse théâtrale, les danseurs incarnant des personnages par le mime et les expressions du visage (abhinaya), mais c'est également une danse très techniques dont l'apprentissage est long et rigoureux. La danse est accompagnée de musique carnatique. 

## Caractéristiques
Le kuchipudi tient sa renommée à la fluidité des mouvements des danseurs. Il est accompagné d'une musique du type carnatique très rythmée. La chorégraphie est constituée de gestuelles rythmiques et de mouvements du visage. On peut apercevoir des dialogues entre les danseurs.

L'orchestre qui les accompagne est lui composé de musiciens, d'un chanteur et d'un nattuvanar (la personne qui dirige l'orchestre et le chanteur).

Parmi les nombreuses figures qui composent cette représentation, on peut noter la présence du tarangam. C'est une figure qui consiste à danser autour d'un plateau en cuivre en gardant un pot rempli d'eau sur la tête.
Le style est très proche de celui du bharatanatyam, mais se différencie par des mouvements plus fluides, moins géométriques, et des mouvements plus souples notamment au niveau du buste.

### Pièces du répertoires
- Bhāmakalāpam, Siddhendra Yogi (XIVe siècle)[1].
- Krishnalilatarangini, littéralement "Rivière des jeux de Kṛiṣhṇa", Nārāyaṇatīrtha, composée entre 1680 et 1690[2].

## Histoire

### Histoire traditionnelle
Le Kuchipudi est généralement présenté comme étant originaire du village de Kuchipudi, dans l'Andhra Pradesh. Cette forme particulière de danse classique aurait initialement été dansée par les Devadasis, danseuses femmes du temple, puis par des hommes brahmanes. Ce sont ces hommes brahmanes qui auraient surtout participé au développement et à la propagation de cet art, à partir du XVIe siècle. Comme la plupart des danses classiques indiennes, il se jouait dans les temples et en groupe, les hommes brahmanes tenant aussi les rôles féminins. Aujourd'hui, le kuchipudi peut être dansé par les femmes et même en solo.

### Remise en cause de l'histoire traditionnelle du Kuchipudi
Certains chercheurs ont remis en cause le narratif historique du Kuchipudi (entendu comme le narratif généralement présenté et promus notamment par les institutions de culture et tourisme en Inde), pointant notamment l'absence de certaines sources ou des incohérences, et analysant aussi les rapports de genre dans l'histoire de la danse. L'importance donné au kuchipudi et à sa caractétisation comme danse classique à part entière, et non comme "Kuchipudi bharatanatyam" comme il été parfois nommé, s'inscrivait dans les mouvements régionalistes des années 1950 en Inde. Le kuchipudi, en symbolisant une culture raffinée et caractéristique de cet état, permettait aux citoyens de culture telougou de se considérer représentants d'un état indien spécifique. En 1958, le kuchipudi fut dansé lors du premier National Dance Seminar indien en 1958, organisé par la Sangeet Natak Akademi (en). La réception de la danse a été jugée négative par les défenseurs du Kuchipudi, Rukmini Arundale (grande danseuse de bharatanatyam et défenseuse du style) aurait exprimé un avis considérant que la danse était un sous-genre du bharatanatyam ou non classique. La défense du genre de danse kuchipudi aurait alors été un moyen de défendre la culture et l'honneur télougou. À l'époque, les régions tamils et télougous venait tout juste d'être séparée en Tamil Nadu et Andhra Pradesh et les tensions régionalistes étaient fortes.

#### Kuchipudi et genre
La tradition du Kuchipudi serait une danse dansée quasiment exclusivement par des danseurs masculines, hommes brahmanes originaires du village de Kuchipudi. Cependant, lors du premier National Dance Seminar indien en 1958, organisé par la Sangeet Natak Akademi (en), la personne qui représenta la danse Kuchipudi était une femme, Maranganti Kanchanamala, qui a été étudiante de Vedantam Lakshminarayana Sastry.

## Apprentissage
L'apprentissage du Kuchipudi dure environ 7 ans.
Lorsqu'un élève danse pour la première fois en public, cette performance est appelée Rangaprevasam, ranga signifiant "scène" et prevasam "entrer".
De manière générale, le kuchipudi commence toujours par des prières et des offrandes traditionnelles. Les danseuses, caractérisées par leur maquillage et leur costume, se présentent par le Daru. C'est une scène dansée qui met en valeur l'habileté des danseurs.

## Célèbres interprètes de kuchipudi
- Yamini Krishnamurthy
- Swapnasundri
- Vedantam Lakshminarayana Sastry
- Radha et Raja Reddy.